# قافز أيديري
القافز الأيديري (الاسم العلمي:Salticus aiderensis) هو نوع من العنكبوتيات يتبع جنس القافز من فصيلة العناكب القافزة.